# Los disidentes
El movimiento artístico conocido como Los Disidentes fue fundado en París en 1945 y duró hasta 1950. Estuvo compuesto por un grupo de artistas venezolanos.
El "Manifiesto No" fue la declaración pública de principios artísticos del grupo Los Disidentes, el cual fue redactado y publicado en París el 30 de junio de 1950 por los artistas Rafael Zapata, Bernardo Chataing, Régulo Pérez, Guevara Moreno y Omar Carreño.
Entre los aportes de "Los disidentes" se señalan: el inicio de las experimentaciones del arte neofigurativo, del abstracto y de otras corrientes del arte contemporáneo; rompieron con el figurativismo y renovaron la pintura venezolana tradicional signada por la tendencia de El Círculo de Bellas Artes y la Escuela Paisajista de Caracas. 
Este grupo de artisitas editó una revista del mismo nombre, la cual sólo tuvo cinco números. Esta publicación sirvió de manifiesto a un arte más radical para aquellos tiempos: el llamado abstraccionismo geométrico, como rechazo a las formas tradicionales del arte.

## Miembros
- Alejandro Otero (1921–1990)
- Mateo Manaure  (1926–2018)
- Narciso Debourg  (1925–2022)
- Pascual Navarro (1923–1986)
- Alirio Oramas (1924–2016)
- Perán Erminy (1929–2018)
- Carlos González Bogen (1920–1992)
- Armando Barrios (1920–1999)
- Genaro Moreno (1921–1991)
- Nena Palacios (1923–1990)
- Omar Carreño (1927–2013)
- Dora Hersen (1924)
- Luis Guevara Moreno (1926–2010)
- Aimée Battistini (1916–1989)
- J. R. Guillent Pérez (1923–1989)
- Régulo Perez (1929)
- Rubén Núñez (1930–2012)
- Jesús Rafael Soto (1923-2005) /  No llegó a ser miembro activo del grupo, ya que entró en contacto con ellos en el momento de su separación.